# Попільня (село, Житомирський район)
Попі́льня — село в Україні, у Житомирському районі Житомирської області.
Заснована у 17 столітті. Назва «Попільня», як багато хто вважає, прийшла з розвитком виробництва поташу, який виготовляли з попелу спалених дерев. У 1747 р. в селі було розпочато будівництво Свято-Миколаївської церкви. У 18 ст Попільня належала князю Любомирському. Тоді проживало близько 700 осіб. У 1847 р. відкрито приходське училище при церкві.

## Географія
Селом протікає річка Лозинка, права притока Унави.

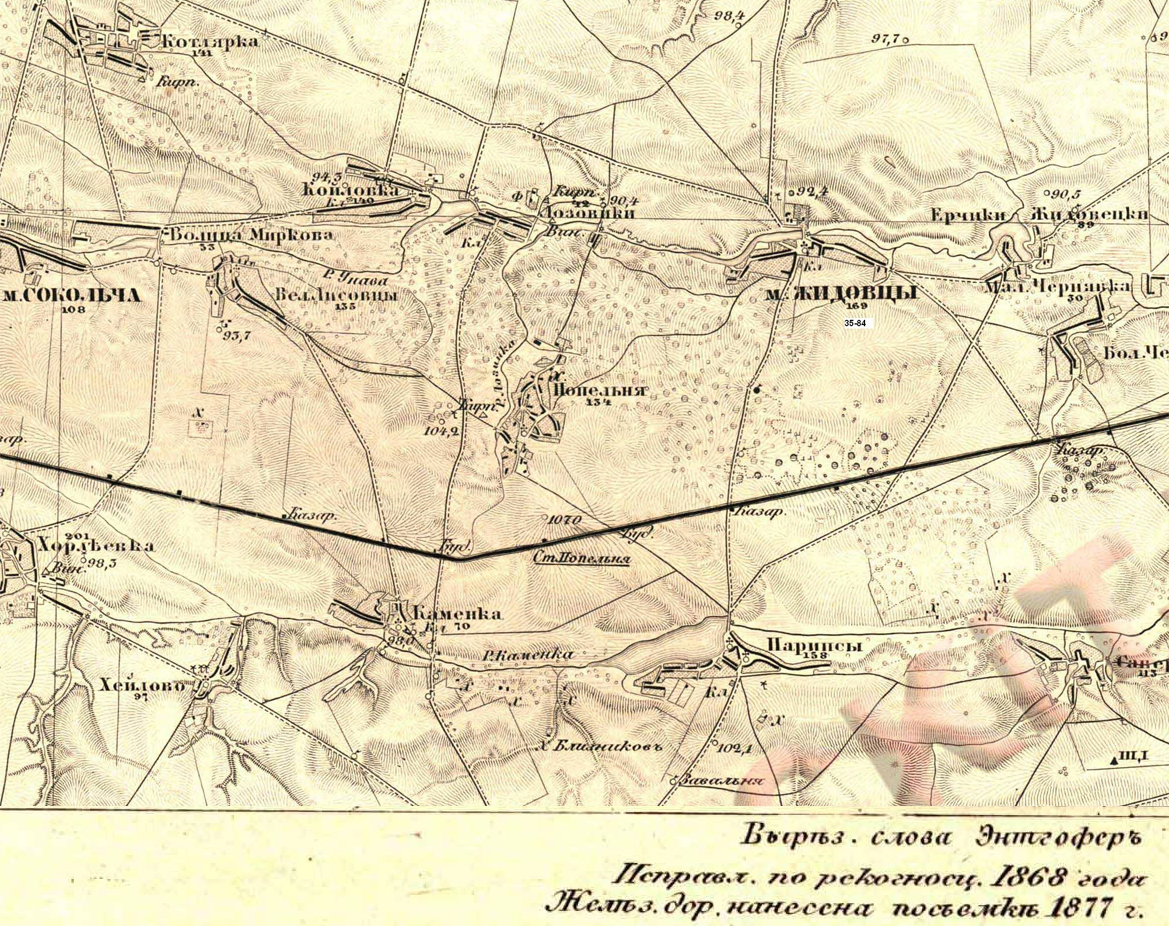
Popilnya-s

## Історія Попільнянщини
Територія Попільнянського району була заселена з давніх-давен. На території району поблизу села Строків виявлено залишки поселення доби бронзи, у селах Єрчики і Велика Чернявка розкопано два кургани скіфської доби, а в селі Парипси могильник скіфського періоду. В селах Паволоч і Соколів Брід виявлено поселення трипільської і 4 черняхівської культур, а також 2 давньоруські городища, на околиці Строкова виявлено давньоруський курганний могильник. Серед населених пунктів краю в першу чергу слід згадати Паволоч, історія якої пов'язана з подіями козацтва в Україні. Жителі Паволочі брали участь в повстаннях 1591—1593 рр. Криштофа Косинського, 1594—1596 рр. Северина Наливайка. 1648 в Паволочі сформовано полк. Тут в 1648, 1649, 1653, 1655 рр. був Б. Хмельницький. Пам'ять про ці історичні події зберігає сільський історико-краєзнавчий музей, який розміщений в приміщенні єврейської синагоги (XVIII).В нашім краї народились і жили особистості, які своїм життям і творчістю славили нашу плодючу землю. В селі Ходорків, у сім'ї священика народився гетьман України Іван Самойлович. У 2003 році в рідному селі гетьману встановлено пам'ятник. З історією села Криве тісно переплетена історія роду Юркевичів. Йосип В'ячеславович Юркевич, земський лікар, побудував в селі школу та першу електростанцію. Сільський музей історії та народознавства зберігає документи присвячені історії роду Юркевичів. Для жителів Попільнянського району дороге ім'я видатного поета, вченого і громадського діяча, академіка АН СРСР та АН УРСР, двічі лауреата Державної премії СРСР і Ленінської премії М. Т. Рильського, дитячі і юнацькі роки, якого пройшли в селі Романівка. Нині в будинку Рильських знаходиться музей-садиба. Височіє тут і пам'ятник М. Рильському, який встановлено в 1970 році на території школи. Щороку в четверту суботу травня в Романівці відбувається Всеукраїнське літературно-мистецьке свято «Романівська весна». Попільнянський район створений в 1923 році, з вересня 1937 року став складовою частиною новоутвореної Житомирської області.
Виникнення селища Попільня пов'язане з будівництвом дільниці Фастів — Козятин залізничної магістралі Київ — Одеса, яке здійснювалось в 60-х роках 19 століття. Траса пролягала поблизу села Попільні і тому споруджена тут станція дістала назву Попільня. Попільнянський район займає площу 1030 км². Загальна площа сільськогосподарських земель по всіх товаровиробниках становить 76,4 тис.га, у тому числі 71,7 тис. га ріллі, 1,1 тис. га сіножатей, 2,7 тис. га пасовищ. Площа ріллі сільськогосподарських підприємств становить 56,5 тис. га, підсобних господарств населення 15,2 тис.га. На території району розташована 48 населених пунктів, у тому числі селища міського типу Попільня і Корнин і 46 великих і малих сіл, об'єднуються вони у 30 сільських та 2 селищних ради. У 2007 році чисельність населення району становить 34,4 тис. осіб. Кількість працюючих у 2007 році становить — 7,9 тис. осіб. В сільському господарстві кількість працюючих становить 3,4 тис. осіб, у промисловості 1,1 тис. осіб, освіта 1,04 тис. осіб, охорона здоров'я 0,7 тис. осіб, державне управління 0,4 тис. осіб.

## Президент в селі
Президент Віктор Ющенко в селі Попільня на Житомирщині взяв участь у відкритті пам'ятного знаку жертвам Голодоморів та політичних репресій."Це наша шана тим мільйонам українців, які були невинно убієнні", — сказав Президент на церемонії відкриття, підкресливши, що мета цього та подібних заходів — передати майбутнім поколінням пам'ять про трагедію, правда про яку замовчувалася понад 70 років. «Так знищується нація — через приниження, особливо духовне, так сходить з лиця землі народ. Тому, коли нам пропонують забути 1932—1933 роки, від нас хочуть забрати не просто нашу історію, а наше майбутнє», — переконаний Ющенко. Правдива історія має консолідувати націю, наголосив Президент. У цьому контексті він нагадав про зусилля, які робить Україна для інформування не лише вітчизняної, але й міжнародної спільноти про Голодомор, як національну трагедію. При цьому він підкреслив, що зусилля нашої держави щодо пошуку історичної правди та визнання Великого Голоду світом не є спрямованими проти інших країн чи народів. «Повернення нашої пам'яті — це не робота проти когось. Цим ми не хочемо принизити будь-яку націю чи державу, тому що ми добре знаємо, що зло, яке було вчинене в Україні в 1932—1933 роках, — це не замисел якогось чужого народу, це замисел тоталітарного сталінського більшовицького режиму, спрямований проти українського селянства», — наголосив Ющенко. Пам'ятний знак жертвам Голодоморів та політичних репресій у с. Попільня розташований на земляному насипі, де закладено капсули з землею з 34 масових поховань жертв Великого Голоду 1932—1933 років. Пам'ятник нагадує роздвоєний гранітний православний хрест, що розколовся від людського горя і біди, з'єднаний з двох сторін світлим хрестом пам'яті нинішнього покоління.

## Видатні люди Попільні
- Вовчик Філімон Павлович
- Кваско Микола Зіновійович
- Панчук Май Іванович
- Семенюк Ніна Миколаївна